# Route nationale 6 (Francia)
La route nationale 6 (RN 6 o N 6) è una strada nazionale lunga 773 km che parte da Parigi e termina alla frontiera italiana dopo il colle del Moncenisio. Il suo nome originale, eredità della nomenclatura di epoca imperiale, è « da Parigi a Milano per Torino ».

## Percorso
In origine cominciava a Sens, staccandosi dalla N5, ma negli anni settanta si decise di assegnare il primo tratto della N5 alla N6: esso parte da Porte de Charenton della capitale francese, segue la Senna e la Yonne fino a Sens, passando per Melun e Fontainebleau.
Lascia allora il percorso della N5 e continua a risalire la valle della Yonne come D606, ma ad Appoigny torna a chiamrsi N6. Raggiunge Auxerre, dopo la quale è stata di nuovo declassata a D606. Arriva a Chalon-sur-Saône con il nome di D906: da lì continua verso sud, lungo la Saona. Dopo Mâcon entra nell’ex regione Rodano-Alpi e cambia denominazione in D306. Serve le città di Villefranche-sur-Saône e Lione: in questi comuni, oltre che in quello di Dardilly, la strada non è stata declassata.
In seguito si dirige ad est sotto il nome di D1006 toccando i centri di Bourgoin-Jallieu e Chambéry. Percorre infine la valle dell’Arc fino al comune di Lanslebourg-Mont-Cenis, dove sale al colle del Moncenisio e trova fine alla frontiera italiana, durante la discesa che dal valico porta a Susa: la N6 è quindi continuata dalla strada statale 25 del Moncenisio.